# Lovehatetragedy
Lovehatetragedy је трећи албум калифорнијског рок бенда Папа роуч, издат 18. јуна 2002.

## Песме
1. "M-80 (Explosive Energy Movement)" - 2:26
2. "Life Is a Bullet" - 4:05
3. "Time and Time Again" - 2:58
4. "Walking Thru Barbed Wire" - 3:04
5. "Decompression Period" - 3:59
6. "Born with Nothing, Die with Everything" - 3:49
7. "She Loves Me Not" - 3:29
8. "Singular Indestructible Droid" - 3:48
9. "Black Clouds" - 4:01
10. "Code of Energy" - 4:04
11. "Lovehatetragedy" - 3:11

Бонус песме
1. "Gouge Away" (обрада групе Пиксиз) - 2:07
2. "Never Said It" - 3:05
3. "Naked in Front of the Computer" (обрада групе Faith No More) - 2:13

Издање за Уједињено Краљевство

Осим горенаведених песама, посебно издање за Уједињено Краљевство садржи и:
1. "Gouge Away" (обрада групе Пиксиз) - 2:07
2. "Never Said It" - 3:05
3. "Between Angels and Insects" (снимак са наступа у Немачкој) - 3:54
4. "Last Resort" (снимак са наступа у Немачкој) - 3:20